# Квантовое байесианство

Каждая точка в сфере Блоха – это возможное квантовое состояние кубита, а все квантовые состояния в байесианстве — репрезентации личных вероятностей

Квантовое байесианство или квантовый байесианизм (англ. quantum Bayesianism), в англоязычной литературе сокращённо QBism (букв. «кубизм») или просто кьюбизм, — одна из интерпретаций квантовой механики, в центре которой ставятся действия и опыт агента. Подобная интерпретация отличается применением субъективной байесовской оценки вероятностей с целью понимания правила Борна как нормативного дополнения к принятию правильных решений. Квантовый байесианизм уходит корнями в работы Картлона Кейвза, Кристофера Фукса и Рюдигера Шака начала 2000-х годов, в первую очередь ассоциируясь с работами Фукса и Шака, и был недавно принят Дэвидом Мермином. Основами для квантового байесианства служат теория квантовой информации и байесовская вероятность, цель байесианства — разрешить интерпретационные проблемы, которые окружают квантовую теорию. Исторически кьюбистская интерпретация является производной от копенгагенской интерпретации квантовой механики, но всё же отличается от неё. Теодор Хенш охарактеризовал байесианизм как течение, видоизменяющее прежние взгляды и представляющее их как более последовательные. В целом любая работа, которая использует байесовское или субъективное отношение к вероятностям, возникающим в квантовой теории, называется «квантовой байесовской». Байесианство, в частности, называется «радикальной байесовской интерпретацией».
Квантовое байесианство решает общие вопросы интерпретации квантовой теории, связанные с природой суперпозиции волновой функции, проблемой измерения и квантовой запутанностью. Согласно байесианству, многие (но не все) аспекты квантового формализма по природе своей субъективны. К примеру, в подобной интерпретации квантовое состояние не является элементом реальности, а лишь представляет степени уверенности агента насчёт возможных результатов измерений. Отсюда многие философы науки приняли квантовое байесианство как форму антиреализма. Авторы интерпретации не признают такую характеристику, предполагая, что теория более сочетается с так называемым «реализмом с широким участием», в котором реальность включает в себя больше, чем может охватить любая мнимая оценка третьего лица.
В дополнение к представлению интерпретации существующей математической структуры квантовой теории некоторые сторонники квантового байесианства поддерживают исследовательскую программу «реконструкции» квантовой теории на базовых физических принципах, характерную для байесианства. Конечная цель исследования — определить, какие аспекты онтологии физического мира позволяют агентам использовать квантовую теорию в качестве подходящего инструмента. Однако сама интерпретация со стороны кьюбистов, как описывается в ключевых позициях, не зависит от какой-либо конкретной реконструкции.

## История и развитие

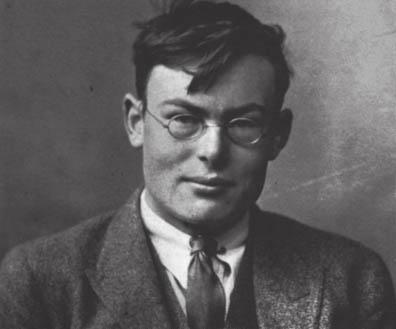
Фрэнк Рамсей, философ, математик и экономист, чья интерпретация теории вероятностей схожа с интерпретацией квантового байесианства

Эдвин Джейнс, сторонник использования байесовской вероятности в статистической физике, в своё время заметил, что квантовая теория — «своеобразная смесь, описывающая отчасти реалии Природы, отчасти неполные человеческие знания о Природе, и всё это было собрано Гейзенбергом и Нильсом Бором в кучу, которую ещё не удалось разобрать». Квантовый байесианизм развился из попыток разделить эти части с помощью теории квантовой информации и байесовской теории вероятностей.
Существуют множество интерпретаций теории вероятностей. В целом эти интерпретации подразделяются на две категории: первая подразумевает вероятность как объективное свойство реальности, вторая — вероятность как субъективную мысленную конструкцию, которую агент может использовать для того, чтобы определить количественно уровень незнания или степень уверенности в утверждении. Квантовый байесианизм начинается с принятия того факта, что все вероятности (в том числе появляющиеся в квантовой теории) чаще всего рассматриваются как члены последней категории. В частности, кьюбизм принимает персоналистскую байесианскую интерпретацию со стороны таких авторов, как итальянский математик Бруно де Финетти и британский философ Фрэнк Рамсей.
Согласно кьюбистам, преимущества принятия подобного взгляда на вероятность являются двоякими. Во-первых, роль квантовых состояний (волновые функции частиц) заключается в эффективном процессе шифрования вероятностей, поэтому квантовые состояния являются собственно окончательными степенями уверенности. (Если считать любое единичное измерение минимальной, информационно полной положительной операторозначной величиной (POVM), то очевидно, что квантовое состояние математически эквивалентно сингулярному распределению вероятности, распределению над возможными результатами измерения). Рассмотрение квантовых состояний как степеней уверенности означает, что событие изменения квантового состояния при произведении измерения (редукция фон Неймана) — это агент, который обновляет уверенность в ответ на новый опыт. Во-вторых, предполагается, что квантовую механику можно рассматривать как локальную теорию, поскольку критерий реальности Эйнштейна — Подольского — Розена можно смело отвергать. Последний гласит, что если без вмешательства в систему можно определённо (со стопроцентной вероятностью) предсказать значение некоей физической величины, тогда существует элемент физической реальности, который этой величине и соответствует. В связи с этим принципом разгорелись споры о том, стоит ли считать квантовую механику нелокальной теорией, однако кьюбисты считают их бессмысленными, поскольку сторонник квантового байесианизма признаёт все вероятности (даже стопроцентные) степенями уверенности. Поэтому, хотя многие интерпретации квантовой теории признают квантовую механику нелокальной теорией, кьюбисты придерживаются иного мнения.
Термин «кьюбизм» (англ. QBism) в квантовой механике как сокращение от «квантовый байесианизм» (англ. quantum Bayesianism) ввёл Фукс, который представил его толкование в более или менее современной форме в 2010 году, продолжая затронутые ранее идеи и пытаясь их более согласовать, особенно в публикациях начиная с 2002 года. Несколько последующих научных работ расширили и развили эту тему на данных основах, в том числе статьи Фукса и Шака в «Reviews of Modern Physics»; Фукса, Мермина и Шака в «American Journal of Physics» и лекции Фукса и Стейси в летней школе имени Энрико Ферми.
До публикации статьи 2010 года термин «квантовое байесианство» использовался для описания развития того, что привело к кьюбизму в его действовавшей форме. Однако квантовое байесианство является такой разновидностью байесианства, которое устраивает не всех, кто пытается применить байесианский подход к квантовой теории (см. другие применения ниже). Соответственно, Фукс называл это явление «QBism» (произносится в английском точно так же, как название стиля «кубизм»), выделяя байесианский дух в первых двух буквах а-ля CamelCase, но ещё сильнее дистанцируясь от байесианства. В неологизме обыгрывался такой стиль живописи, как кубизм, что мотивирует сравнивать концепции и того, и другого; в СМИ байесовский кьюбизм иллюстрировали произведениями Пикассо и Гриса. Тем не менее, «QBism» квантовой механики никакого отношения к кубизму не имеет, равно как и ко взглядам Бора на квантовую теорию.

## Ключевые положения
Согласно квантовому байесианству, квантовая теория — инструмент, который агент может использовать для управления собственными ожиданиями, больше близкий к теории вероятностей, чем к какой-либо условной физической теории. Квантовая теория — прежде всего руководство для принятия решений, которое было отшлифовано некими аспектами физической реальности. Ключевыми положениями квантового байесианства являются следующие:
1. Все вероятности (от 0 до 1) — оценки описываемой агентом степени уверенности в определённом исходе. Поскольку они определяют и обновляют вероятности, квантовые состояния (операторы плотности), каналы (полностью положительные карты, сохраняющие след)[англ.] и величины (положительные операторозначные)[англ.] также являются личными суждениями агента.
2. Правило Борна является нормативным, а не описывающим. Это отношение, к которому должен стремиться агент, чтобы придерживаться назначения собственных вероятности и квантового состояния.
3. Результаты квантовых измерений — личный опыт агента, ставящего на них. Разные агенты могут сообщать и согласовывать последствия измерения, но результатом является индивидуальный опыт каждого.
4. Измерительный прибор концептуально является продолжением агента. Его надо признавать аналогом органа чувств или протеза конечности, то есть как инструмент и часть индивидуума.

## Реакция и критика

Жан Метценже, художник-кубист. «Танцовщица в кафе», 1912 год. Дэвид Мермин объяснял выбор так: «Предпочитаю термин "кьюбизм", поскольку такой вид на квантовую механику отличается от других настолько же, насколько кубизм от живописи Эпохи Возрождения».

На квантово-байесианскую интерпретацию существуют реакции от восторженных до крайнего неприятия. Те, кто критикует байесианизм, утверждают, что он не соответствует цели разрешения парадоксов в квантовой теории. Так, Гвидо Бачьягалуппи утверждал, что отношение к результатам измерений со стороны байесианцев не разрешает проблему нелокальности; Грегг Йегер не признавал положение квантового байесианства о том, что интерпретация вероятности — ключ к разрешению противоречий; Трэвис Норсен обвинял это направление в поддержке солипсизма; Дэвид Уоллес расценивал это как проявление инструментализма. Сторонники квантового байесианства отрицали характеристики, относящие их теорию к солипсизму или инструментализму. Критическая статья Майкла Науэнберга в журнале «American Journal of Physics», направленная против кьюбистов, вызвала ответ со стороны Фукса, Мермина и Шака. Некоторые исследователи предполагают наличие несоответствий: так, Аллен Стэйрз не признаёт стопроцентную вероятность степенью уверенности; Кристофер Тимпсон, высказывая озабоченность по поводу отношения к единичной вероятности, предполагает меньшую объяснительную силу у сторонников квантового байесианства по сравнению с другими интерпретациями (на это у Фукса и Шака также нашёлся ответ в виде другой статьи). В 2012 году в журнале «Physics Today» в защиту квантового байесианства выступил Дэвид Мермин, что положило начало большой дискуссии на форуме журнала, представленной в виде пользовательских комментариев к статье Мермина и его ответов на эти комментарии. Во 2-м разделе «Стэнфордской философской энциклопедии» в статье о квантовом байесианстве содержится раздел возражений против подобной интерпретации и комментариев со стороны авторов.
Все остальные противники квантового байесианства отмечают другие, общефилософские причины непринятия этого течения (например, Ульрих  Морхофф критикует его с точки зрения кантианства).
Конкретные авторы считают квантовое байесианство внутренне вполне согласованным, но не соглашаются с интерпретацией.. Так, Луис Марчильдон полагает, что квантовое байесианство объяснено лучше, чем многомировая интерпретация, однако он отдаёт предпочтение теории де Бройля — Бома. Аналогично Максимилиан Шлоссхауэр и Танджерин Клэрингболд считают байесианство последовательной интерпретацией квантовой механики, но не выносят вердикт о том, стоит ли его принимать. Некоторые соглашаются со многими, но не всеми ключевыми положениями байесианства (например, Ховард Барнум и Д. М. Эпплби).
Полностью или отчасти популяризированное освещение в СМИ было представлено в таких изданиях, как «New Scientist», «Scientific American», «Nature», «Science News», FQXi Community, «Frankfurter Allgemeine Zeitung», «Quanta Magazine» «Aeon» и «Discover». В 2018 году вышли две книги в жанре популярной науки, посвящённые интерпретации квантовой механики, — авторства Филипа Болла «За неразумным» и Анила Анатасвами; «Через две двери сразу», а двумя годами ранее издательством Harvard University Press опубликована книга «Кьюбизм: Будущее квантовой физики».

## Связь с другими интерпретациями

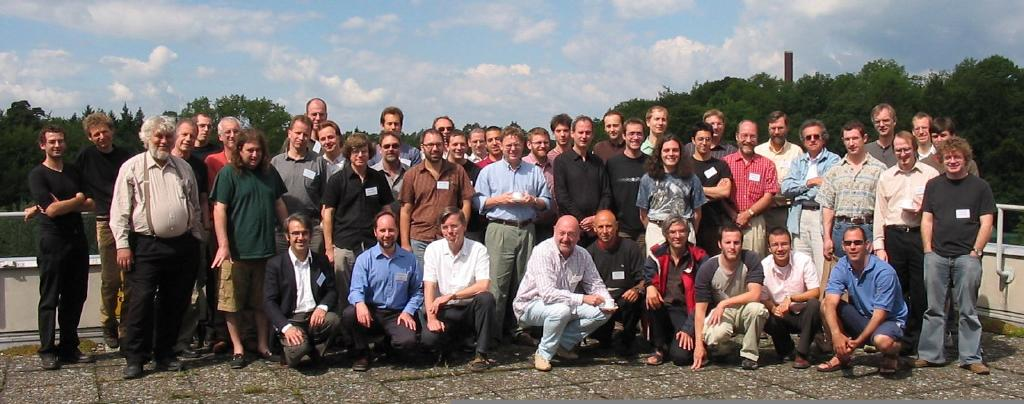
Групповое фото с конференции «Being Bayesian in a Quantum World» в Констанцком университете, 2005 год

### Копенгагенская интерпретация
Взгляды многих физиков (Бор, Гейзенберг, Розенфельд, фон Вайцзеккер, Перес и др.) можно объединить в так называемую «копенгагенскую интерпретацию» квантовой механики. Некоторые авторы называют подобный термин устаревшим, утверждая, что он исторически вводит в заблуждение и скрывает различия между физиками, которые важны не менее, чем сходства. У кьюбизма есть множество общих черт с «копенгагенской интерпретацией», однако важны и различия, поэтому объединять в одно целое или рассматривать кьюбизм как небольшое отклонение от взглядов Бора и Гейзенберга в научной среде считается серьёзным заблуждением.
Кьюбизм расценивает вероятности как личные суждения индивидуальных агентов, которые используют квантовую механику. Это противоречит ранним положениям «копенгагенцев», по которым вероятности создаются квантовыми состояниями, которые закрепляются объективными фактами о подготовительных процедурах. Кьюбизм считает под измерением любое действие, которое предпринимает агент, чтобы получить ответ из мира, а результат измерения (то есть опыт как ответ от мира) возвращается к агенту. Соответственно, связь между агентами — единственный способ сравнения их внутреннего опыта. Многие варианты копенгагенской интерпретации, однако, утверждают, что результаты экспериментов — это агентонезависимые элементы реальности, которые доступны каждому. Кьюбизм утверждает, что его отличия от прежних копенгагеноподобных интерпретаций разрешают как раз те проблемы, которые критиками были найдены в поздних интерпретациях, путём изменения роли квантовой теории (хотя кьюбизм не предоставляет какой-либо конкретной онтологии). Кьюбизм предполагает, что квантовая теория — нормативный инструмент, который агент может использовать для лучшего понимания реальности, а не набор управляющих ей механизмов.

### Прочие эпистемические интерпретации
Подходы к квантовой теории наподобие кьюбизма, которые считают квантовые состояния выражениями информации, знания, уверенности или ожидания, считаются «эпистемическими» интерпретациями. Эти подходы отличаются друг от друга значениями квантового состояния (информация или ожидание чего-либо) и техническими особенностями применяемого математического аппарата. Также не все авторы, выступающие в поддержку того или иного видения, способны объяснить, из чего состоит представленная в квантовых состояниях информация. Так, в описании игрушечной модели Спеккена говорится следующее:

Если квантовое состояние — состояние знания, а не знание о локальных и неконтекстуальных скрытых переменных, то о чём вообще знание? В настоящее время у нас нет исчерпывающего ответа на этот вопрос. Мы, таким образом, всё ещё не знаем природу реальности, к которой относится представленное квантовыми состояниями знание. Речь не о том, что этот вопрос неважен. Напротив, мы видим, что эпистемический подход — незавершённый проект, который не удаётся завершить как раз из-за этого вопроса. Тем не менее, мы полагаем, что даже при отсутствии ответа на этот вопрос можно с основанием утверждать об эпистемическом ви́дении. Суть в том, что можно надеяться опознать феномены, которые являются характеристиками состояний о неизвестном знании вне зависимости того, о чём оно.
Оригинальный текст (англ.)If a quantum state is a state of knowledge, and it is not knowledge of local and noncontextual hidden variables, then what is it knowledge about? We do not at present have a good answer to this question. We shall therefore remain completely agnostic about the nature of the reality to which the knowledge represented by quantum states pertains. This is not to say that the question is not important. Rather, we see the epistemic approach as an unfinished project, and this question as the central obstacle to its completion. Nonetheless, we argue that even in the absence of an answer to this question, a case can be made for the epistemic view. The key is that one can hope to identify phenomena that are characteristic of states of incomplete knowledge regardless of what this knowledge is about.

Мэттью Лейфер и Роберт Спеккенс предложили признавать квантовые вероятности байесовскими, тем самым признавая квантовые состояния и эпистемическими, что, как они утверждают, «близко с начальной философской точки зрения» кьюбизму. Однако их отношение к тому, какую информацию или предположения о физических свойствах или сущности несут квантовые состояния, является агностическим, в отличие от кьюбистов, которые предлагают свой ответ на этот вопрос. Другой подход предложили Джеффри Баб и Итамар Питовски, которые считают квантовые состояния информацией о суждениях в пространствах событий, формирующих небулевы решётки. Иногда предложения Баба и Питовски также называют «квантовым байесианством».
Антон Цайлингер и Часлав Брюкнер предложили интерпретацию квантовой механики, по которой «информация» является фундаментальным концептом и в которой квантовые состояния — эпистемические количества. В отличие от кьюбизма, интерпретация Брюкнера – Цайлингера признаёт некоторые вероятности объективно фиксированными; в ней квантовое состояние представляет информацию, которой мог бы обладать гипотетический наблюдатель, владея всеми возможными данными. С другой стороны, квантовое состояние принадлежит в такой интерпретации «оптимально информированному» агенту, а в кьюбизме сформулировать состояние для зашифровки собственных ожиданий может любой агент.. Несмотря на это различие, в классификации Адана Кабелло предложения Цайлингера и Брюкнера относятся к «реализму с широким участием», как и кьюбизм, и копенгагеноподобные интерпретации.
Впервые байесовские (эпистемические) интерпретации квантовых вероятностей предложили в начале 1990-х Джон Баэс и Саул Юссеф.

### Взгляды фон Неймана
Рэй Стритер назвал первым сторонником квантового байесианизма Джона фон Неймана, ссылаясь на его книгу «Математические основания квантовой механики». С этим не согласен Блэйк Стэйси, который показывает, что изложенные в данной книге мнения о природе квантовых состояний и интерпретация вероятности несовместимы с кьюбизмом или любой позицией, которая может быть названа квантовым байесианством.

### Реляционная квантовая механика
Также проводятся параллели и сопоставление кьюбизма с реляционной квантовой механикой, предложенной Карло Ровелли и другими авторами. И в первом и во втором случае квантовые состояния не являются присущими физическим системам свойствами; обе теории отрицают существование абсолютной, универсальной волновой функции, а также настаивают на признании квантовой механики фундаментально локальной теорией. Ровелли, как и некоторые из кьюбистов, выступает в защиту реконструкции квантовой теории на основе физических принципов, чтобы внести ясность в тему квантовых основ (хотя подходы к выполнению этой задачи, представленные ниже, отличаются от подходов Ровелли). Важным различием между двумя интерпретациями также является философия вероятности — в реляционной квантовой механике не применяются положения школы персоналистского байесианства Рэмси — де Финетти, там же не всегда признаётся опыт агента как результат измерений.

### Другие применения байесовской вероятности в квантовой физике
Кьюбизм является отдельным не только от других приложений байесовского вывода в квантовой физике, но и от других его квантовых аналогов. К примеру, некоторыми в компьютерных науках был представлен аналог квантовой байесовской сети, которая, по утверждению авторов, могла бы применяться в медицинской диагностике, мониторинге процессов и генетике. Байесовский вывод также применялся в квантовой теории для обновления плотности вероятностей над квантовыми состояниями; аналогично применялся и метод максимума энтропии. Действующей сферой исследований является применение байесовских методов в томографии квантовых состояний и процессов.

## Техническое развитие и реконструкция квантовой теории
Техническую работу мотивировали концептуальные проблемы интерпретации квантовой механики и значения вероятности. Квантовая версия теоремы де Финетти, которую вывели Кейвз, Фукс и Шак независимо от Эрлинга Стёрмера с целью продвижения байесовского понимания идеи «неизвестного квантового состояния», нашла своё применение также в квантовом распределении ключей и обнаружении квантовой запутанности.
Сторонники ряда интерпретаций квантовой механики (в том числе кьюбисты) имели своей целью реконструировать квантовую теорию. Эти исследовательские усилия были направлены на определение нового набора аксиом или постулатов, на основе которых можно получить математическую структуру квантовой теории, — ожидалось, что при переформулировке свойства природы, повлиявшие на становление квантовой теории в текущем виде, можно будет проще определить. Хотя ключевые положения кьюбизма этой реконструкции не требуют, такие кьюбисты, как Фукс, утверждают о её необходимости.
Одна из важных в попытках реконструкции тем — набор математических структур, известный как «симметрические, информационно полные, положительные операторозначные величины» (SIC-POVM). Фундаментальные исследования кьюбистов стимулировали интерес к этим структурам, у которых есть приложения в квантовой теории вне фундаментальных исследований и в «чистой математике».
Наиболее тщательно исследованная кьюбистская переформулировка квантовой теории предусматривает применение  SIC-POVM для перезаписи квантовых состояний (чистых или смешанных) как набора вероятностей, определённых по результатам измерения «Бюро стандартов». Если выразить матрицу плотности как распределение вероятностей по результатам эксперимента SIC-POVM, возможно воспроизвести все статистические прогнозы, подразумеваемые матрицей плотности, из вероятностей SIC-POVM. В таком случае правило Борна берёт на себя роль связывания одного действительного распределения вероятностей с другим, а не получения вероятностей от чего-то более фундаментального. Эта формулировка в работах Фукса и Шака названа «Urgleichung» (с нем. — «первичное уравнение»), так как оно играет центральную роль в их реконструкции квантовой теории.
Последующее обсуждение предусматривает знакомство с математическим аппаратом теории квантовой информации и в особенности моделирование процедур измерения с помощью положительных операторозначных величин. Рассматривается квантовая система, с которой ассоциируется {\textstyle d}-мерное гильбертово пространство. Если набор из {\textstyle d^{2}} 1-ранговых-1 проекторов {\displaystyle {\hat {\Pi }}_{i}}, удовлетворяющий условию {\displaystyle \operatorname {tr} {\hat {\Pi }}_{i}{\hat {\Pi }}_{j}={\frac {d\delta _{ij}+1}{d+1}},} существует, тогда возможно создать SIC-POVM {\textstyle {\hat {H}}_{i}={\frac {1}{d}}{\hat {\Pi }}_{i}}. Произвольное квантовое состояние {\displaystyle {\hat {\rho }}} может быть записано как линейная комбинация SIC-проекторов {\displaystyle {\hat {\rho }}=\sum _{i=1}^{d^{2}}\left[(d+1)P(H_{i})-{\frac {1}{d}}\right]{\hat {\Pi }}_{i},} где {\textstyle P(H_{i})=\operatorname {tr} {\hat {\rho }}{\hat {H}}_{i}} – вероятность по правилу Борна получить результаты SIC-измерений {\displaystyle H_{i}}, подразумеваемая наличием состояния {\displaystyle {\hat {\rho }}}. Подразумевается, что операторы являются проекционными (отмечаются циркумфлексом), а итог (результаты измерений) — нет. Теперь необходимо рассмотреть произвольное квантовое состояние, определённое POVM {\displaystyle \{{\hat {D}}_{j}\}}. Первичное уравнение — выражение, полученное из формирования вероятностей по правилу Борна {\textstyle Q(D_{j})=\operatorname {tr} {\hat {\rho }}{\hat {D}}_{j}}; в результате измерений получится {\displaystyle Q(D_{j})=\sum _{i=1}^{d^{2}}\left[(d+1)P(H_{i})-{\frac {1}{d}}\right]P(D_{j}\mid H_{i}),} где {\displaystyle P(D_{j}\mid H_{i})\equiv \operatorname {tr} {\hat {\Pi }}_{i}{\hat {D}}_{j}} – вероятность по правилу Борна получить результат {\displaystyle D_{j}}, вытекающий из значения состояния {\displaystyle {\hat {\Pi }}_{i}}. {\displaystyle P(D_{j}\mid H_{i})} можно тогда расценивать как условную вероятность в условиях каскадного измерения. Пример — ситуация, когда агент планирует произвести два измерения (сначала SIC, а потом {\displaystyle \{D_{j}\}}). Получив результат первого измерения, он обновит значение состояния до {\displaystyle {\hat {\rho }}'}, прежде чем перейти ко второму. При использовании правила Людерса для обновления состояния и получения результата {\displaystyle H_{i}} на основе SIC-измерений в результате будет {\textstyle {\hat {\rho }}'={\hat {\Pi }}_{i}}. Таким образом, вероятность получения результата {\displaystyle D_{j}} при втором измерении в зависимости от результата {\displaystyle H_{i}} для SIC-измерения составляет {\displaystyle P(D_{j}\mid H_{i})}.
Необходимо отметить, что первичное уравнение структурно схоже с формулой полной вероятности {\displaystyle P(D_{j})=\sum _{i=1}^{d^{2}}P(H_{i})P(D_{j}\mid H_{i}).} Функционально они отличаются только зависимым от измерений аффинным преобразованием вектора вероятности SIC. Поскольку кьюбизм утверждает, что квантовая теория — мотивированное эмпирически нормативное дополнение к теории вероятностей, Фукс и другие расценивают структуру в квантовой теории, аналогичную структуре в теории вероятностей, как признак того, что переформулирование с использованием первичного уравнения может помочь выявить природные свойства, которые помогли развить квантовую теорию.
Важно признать, что первичное уравнение не может быть заменой формуле полной вероятности. Они применяются в разных сценариях, так как {\displaystyle P(D_{j})} и {\displaystyle Q(D_{j})} ссылаются на разные ситуации. {\displaystyle P(D_{j})} — это обозначение агентом вероятности получения результата {\displaystyle D_{j}} после второго из двух запланированных измерений; то есть для получения результата {\displaystyle D_{j}} после первого SIC-измерения и получения одного из результатов {\displaystyle H_{i}}. {\displaystyle Q(D_{j})}, с другой стороны — обозначение агентом вероятности получения результата {\displaystyle D_{j}} без планов сделать первое SIC-измерение. Формула полной вероятности — следствие согласованности в операционном контексте при выполнении двух измерений, как было указано.  Напротив, первичное правило является отношением между разными контекстами, которое находит оправдание своего применения в предсказуемом успехе квантовой физики.
SIC-репрезентация квантовых состояний также предполагает переформулирование квантовой динамики. К примеру, есть квантовое состояние {\displaystyle {\hat {\rho }}} с SIC-репрезентацией {\textstyle P(H_{i})}. Временная эволюция этого состояния определяется с помощью унитарного оператора {\displaystyle {\hat {U}}} с целью создания нового состояния {\textstyle {\hat {U}}{\hat {\rho }}{\hat {U}}^{\dagger }} и его SIC-репрезентации
{\displaystyle P_{t}(H_{i})=\operatorname {tr} \left[({\hat {U}}{\hat {\rho }}{\hat {U}}^{\dagger }){\hat {H}}_{i}\right]=\operatorname {tr} \left[{\hat {\rho }}({\hat {U}}^{\dagger }{\hat {H}}_{i}{\hat {U}})\right].}
Второе уравнение дано в представлении Гейзенберга по поводу квантовой динамики, относительно которой временная эволюция квантовой системы подчиняется вероятностям, ассоциируемым с управляемой SIC-величиной {\textstyle \{D_{j}\}=\{{\hat {U}}^{\dagger }{\hat {H}}_{j}{\hat {U}}\}} оригинального квантового состояния {\displaystyle {\hat {\rho }}}. Тогда уравнение Шрёдингера полностью подчиняется первичному уравнению для следующего измерения: {\displaystyle P_{t}(H_{j})=\sum _{i=1}^{d^{2}}\left[(d+1)P(H_{i})-{\frac {1}{d}}\right]P(D_{j}\mid H_{i}).}В этих условиях уравнение Шрёдингера — пример применения правила Борна к течению времени, которое агент использует для определения того, как будут использоваться информационно полные измерения, произведённые потенциально в разные моменты времени.
Кьюбисты, считающие этот подход многообещающим, стремятся к полной реконструкции квантовой теории, в которой ключевым постулатом является первичное уравнение, обсуждаемое также в контексте теории категорий. Сравнения этого подхода с другими, не связанными с кьюбизмом или любой конкретной интерпретацией, можно найти в трудах Фукса и Стэйси, статьях Эпплби и других учёных. По состоянию на 2017 год альтернативная кьюбистская реконструкция ещё находилась на ранних стадиях.